# Sattar Bahlulzade
Sattar Bahlulzade était un peintre azerbaïdjanais, surtout connu pour ses peintures de paysages illustrant la nature de l'Azerbaïdjan. Il est considéré comme le fondateur de l'impressionnisme azerbaïdjanais.
Parmi les œuvres les plus connues de Bahlulzade figurent « Larmes de Kapaz » (1965), « Banque de la Gudiyaltchay » (1953), « Rêve de la terre » (1961), « Soirée au-dessus de la mer Caspienne » (1959), et « Goygol » (1964).
Aujourd'hui, il est largement considéré comme l'un des plus grands peintres d'Azerbaïdjan, ainsi que comme une figure éminente de l'histoire de l'art azerbaïdjanais en général. Il a reçu de nombreux prix, dont deux Ordres de la bannière rouge du travail et Artiste du peuple d'Azerbaïdjan.

## Biographie
Sattar Bahlulzade est né le 15 décembre 1909 dans le village d'Əmircan près de Bakou. Il était le troisième enfant de la famille après deux sœurs aînées. Sattar a développé un amour pour la peinture dans sa petite enfance. Après que son père lui a acheté des crayons de couleur, Sattar dessinée tout, autour de lui : les vacances de Novruz, les danses Kos-kosa, les enfants sautant par-dessus les feux de joie dans le cadre de la tradition Novruz, etc. Entouré d'objets d'art folklorique (tapis colorés tissés par sa mère et grand-mère, bijoux,  céramiques, plats en cuivre transmis de génération en génération) Sattar commence à cultiver un amour pour l'art. Dans l'un de ses journaux, l'artiste écrit : 
« Tout avait sa propre place dans la maison. Mère arrangeait la vaisselle comme une artiste. Elle pliait les couvertures et les draps de manière  que les couleurs s'accordent. Pour elle, c'était une œuvre d'art, c'était de la beauté ».